# Huguette Junod
Pour les articles homonymes, voir Junod.
 (août 2022).
La mise en forme du texte ne suit pas les recommandations de Wikipédia : il faut le « wikifier ».
Les points d'amélioration suivants sont les cas les plus fréquents. Le détail des points à revoir est peut-être précisé sur la page de discussion.
- Les titres sont pré-formatés par le logiciel. Ils ne sont ni en capitales, ni en gras.
- Le texte ne doit pas être écrit en capitales (les noms de famille non plus), ni en gras, ni en italique, ni en « petit »…
- Le gras n'est utilisé que pour surligner le titre de l'article dans l'introduction, une seule fois.
- L'italique est rarement utilisé : mots en langue étrangère, titres d'œuvres, noms de bateaux, etc.
- Les citations ne sont pas en italique mais en corps de texte normal. Elles sont entourées par des guillemets français : « et ».
- Les listes à puces sont à éviter, des paragraphes rédigés étant largement préférés. Les tableaux sont à réserver à la présentation de données structurées (résultats, etc.).
- Les appels de note de bas de page (petits chiffres en exposant, introduits par l'outil «  Source ») sont à placer entre la fin de phrase et le point final[comme ça].
- Les liens internes (vers d'autres articles de Wikipédia) sont à choisir avec parcimonie. Créez des liens vers des articles approfondissant le sujet. Les termes génériques sans rapport avec le sujet sont à éviter, ainsi que les répétitions de liens vers un même terme.
- Les liens externes sont à placer uniquement dans une section « Liens externes », à la fin de l'article. Ces liens sont à choisir avec parcimonie suivant les règles définies. Si un lien sert de source à l'article, son insertion dans le texte est à faire par les notes de bas de page.
- La présentation des références doit suivre les conventions bibliographiques. Il est recommandé d'utiliser les modèles {{Ouvrage}}, {{Chapitre}}, {{Article}}, {{Lien web}} et/ou {{Bibliographie}}. Le mode d'édition visuel peut mettre en forme automatiquement les références.
- Insérer une infobox (cadre d'informations à droite) n'est pas obligatoire pour parachever la mise en page.

Pour une aide détaillée, merci de consulter Aide:Wikification.
Si vous pensez que ces points ont été résolus, vous pouvez retirer ce bandeau et améliorer la mise en forme d'un autre article.
 (août 2022).
Si vous disposez d'ouvrages ou d'articles de référence ou si vous connaissez des sites web de qualité traitant du thème abordé ici, merci de compléter l'article en donnant les références utiles à sa vérifiabilité et en les liant à la section « Notes et références ».
Œuvres principales
Huguette Junod
Huguette Junod, née le 26 juin 1943 à Genève, est une écrivaine et féministe suisse.

## Biographie
Huguette Junod naît en 1943 à Genève.
Fille d'une secrétaire et d'un ingénieur, elle suit sa scolarité à Genève, entre autres à l'École supérieure des jeunes filles et à l'École supérieure de commerce. Elle entre en 1967 à l’Université de Genève, où elle obtient une licence ès lettres en 1970.
À l'âge de 12 ans, elle gagne un concours radiophonique pour adulte avec un conte. À partir de l'année suivante, elle publie des contes pour enfants.
Elle pratique le journalisme libre pour différents journaux depuis ses 17 ans.
À partir de 1968, elle enseigne le français au Cycle d’orientation puis à l’École de commerce de Malagnou (devenue Collège Émilie-Gourd).
Elle anime dès 1986 des ateliers d’écriture aux études pédagogiques de l’enseignement primaire, à la Maison de la culture de Saint-Gervais puis au Mouvement des aînés (MDA).
Une année plus tard, en 1987, elle crée sa propre maison d’édition, Les Éditions des Sables.
Elle participe à des marathons d’écriture et organise diverses manifestations culturelles.
Son travail de diplôme 3e Cycle « Études genre », porte sur le sexisme des manuels scolaires utilisés à Genève (1998)[lire en ligne].
Passionnée par la Grèce, elle s'y rend régulièrement depuis 1980, apprend le grec et y écrit de nombreux poèmes. Perséphone, Ariane puis Médée l’ont inspirée pendant des années, elle interprète les mythes en se mettant à la place des héroïnes. Plusieurs de ses poèmes ont été interprétés en public, à Genève et en Grèce.
Elle publie également des récits ainsi que des nouvelles.
En 1989, 1990 et 1991, une compagnie d'affichage publicitaire genevoise permet à Huguette Junod d'afficher dans différents emplacement de la ville des poèmes écrit au pinceau sur des affiches blanches, dans le cadre du Salon international du livre et de la presse de Genève. Cette initiative éphémère se termine deux mois plus tard, recouvert par une nouvelle campagne d'affichage.
Elle organise différentes rencontres culturelles, dont les Journées de l’APA (Association pour l’Autobiographie) qui se sont tenues à Genève du 25 au 27 mai 2012, dans le cadre du tricentenaire de la naissance de Jean-Jacques Rousseau,.

## Engagement féministe
Huguette Junod s'est engagée très tôt pour la cause féministe.
Depuis 1963, elle participe à des actions promouvant le droit de vote féminin suisse, droit obtenu au niveau fédéral en 1971, et fait partie du Mouvement de libération des femmes (MLF) de Genève dès sa création au début des années 1970.
En 1981, elle écrit et met en scène le spectacle H comme Femme au théâtre Saint-Gervais à Genève, dans le cadre de la commémoration des dix ans du droit de vote féminin suisse. De 1983 à 2013, elle tient la Chronique des Jeannes, chronique féministe dans l'hebdomadaire Le Peuple Valaisan (devenu le bimensuel le peuple.vs en 2013).
En 1991, elle fait partie du « Collectif 14-Juin » qui a organisé la grève des femmes suisses. En 2000, elle fait partie de la Marche mondiale des Femmes (MMF) à Genève, Bâle et Bruxelles. De 2002 à 2003, elle fait partie du groupe Halte à la publicité sexiste (HAPUSE), qui décerne des prix aux publicités les plus sexistes,.
Depuis 2006, elle fait partie du groupe Femmes pour la parité. Dans ce cadre, en 2010, elle s'investit pour inscrire l'égalité entre les hommes et les femmes dans le projet de la nouvelle constitution de Genève. Elle fait partie de la délégation qui défend la proposition devant deux commissions de la Constituante.Elle a représenté ce groupe dans le comité « Non à une constitution trompeuse et rétrograde » en 2012, prenant position contre la nouvelle constitution (votation cantonale du 14 octobre 2012, où la constitution a finalement été acceptée par le peuple genevois).
En février 2013, elle devient chroniqueuse de l'hebdomadaire Gauchebdo. Elle écrit des articles féministes pour le journal Le Courrier (rubrique "Agora").

## Publications
- Abreuvoir, poèmes, Éditions Pajouvertes, Genève, 1975[17].
- Contes et Nouvelles d’auteurs suisses romands, anthologie (en collaboration avec Marthe Monnet-Délez), Cycle d’orientation de Genève, 1976-1980.
- Nos dix-huit Saisons, poèmes, Éditions du Panorama, Bienne, 1982.
- Il a suffi d’une Eau, poèmes, Éditions Saint-Germain-des-Prés, Paris, 1985.
- 1985, Une autre Réponse, événements et poèmes, Éditions Eliane Vernay, Genève, 1986[18].
- Ceci n’est pas un Livre, récit écrit pendant le marathon d’écriture d’Avignon 1984, Éditions des Sables, collection « Sablier », Genève, 1987.
- Petites Annonces pour Grand Amour, récit, Éditions des Sables, collection « Sablier », Genève, 1988[19].
- Le Retour de Perséphone, poème de 1 001 vers, version bilingue français/grec (traduction Errikos Hadjanestis), Éditions des Sables, Genève / Daedalus, Athènes, collection « Rose des sables », 1989[20]
- Les Aspirations d’un Aspirateur, nouvelles, Éditions des Sables, collection « Château de sable », Genève, 1990[21].
- Asters et Zébrures, souvenirs par ordre alphabétique, petites chroniques des années 1950-60, suivi d’un petit traité de méthodologie pour faire écrire adultes et enfants, Éditions des Sables, collection « Sablier », Genève, 1991[22].
- De l’idéologie sexiste des manuels scolaires à une éducation égalitaire, analyse de quelques manuels de lecture, de grammaire françaises et de méthodes d’allemand utilisés à Genève depuis la fin du XIXe siècle à nos jours, Travail de diplôme 3e Cycle « Études genre », SES, Université de Genève, 1998 [lire en ligne (page consultée le 1.9.2022)].
- Si les femmes nous étaient contées…, guide méthodologique destiné aux professeurs du post-obligatoire afin d’intégrer des femmes dans leur enseignement, Ressources et développement, DIP, Genève, 2005 [lire en ligne].
- Le choix de Médée, version bilingue français/grec (trad. Mirka Skara), Éditions Samizdat, Genève, 2009, Prix des Écrivains genevois 2008.
- La complainte d’Ariane, version bilingue français/grec (trad. Mirka Skara), Éditions Samizdat, Genève, 2011[6].

## Récompenses
- 1986 : Prix des Écrivains genevois pour Ceci n’est pas un Livre, 1986, Éditions des Sables, collection « Sablier »
- 2008 : Prix des Écrivains genevois pour Le choix de Médée, 2008, Éditions Samizdat[23]